# ديبرا فيليبس
ديبرا فيليبس (بالإنجليزية: Debra Phillips)‏ هي فنانة أسترالية، ولدت في 1958 في ملبورن في أستراليا.